# Costa Mesa (Kalifornia)
Costa Mesa város az USA Kalifornia államában, Orange megyében. Lakosainak száma 111 918 fő (2020. április 1.).

## Népesség
A település népességének változása:

| 2010 | 109 960 |
| 2020 | 111 918 |